# Mikel Balenziaga
Mikel Balenziaga Oruesagasti (Zumarraga, 29 de fevereiro de 1988) é um futebolista profissional espanhol, que atua como Lateral-Esquerdo. Atualmente está no Deportivo La Coruña.

## Títulos
Athletic Bilbao
- Supercopa da Espanha: 2015, 2020–21